# Thomas Herbert, 8. hrabě z Pembroke
Thomas Herbert, 8. hrabě z Pembroke (Thomas Herbert, 8th Earl of Pembroke, 5th Earl of Montgomery, 8th Baron Herbert of Cardiff, 5th Baron Herbert of Shurland) (1656 – 22. ledna 1733) byl anglický a britský státník ze starobylého šlechtického rodu Herbertů. Původně působil ve službách Stuartovců, později podpořil slavnou revoluci a za vlády Viléma III. a královny Anny patřil na přelomu 17. a 18. století k významným osobnostem anglické a britské politiky, řadu let zastával nejvyšší funkce ve státní správě, uplatnil se také v diplomacii a získal Podvazkový řád.

## Kariéra

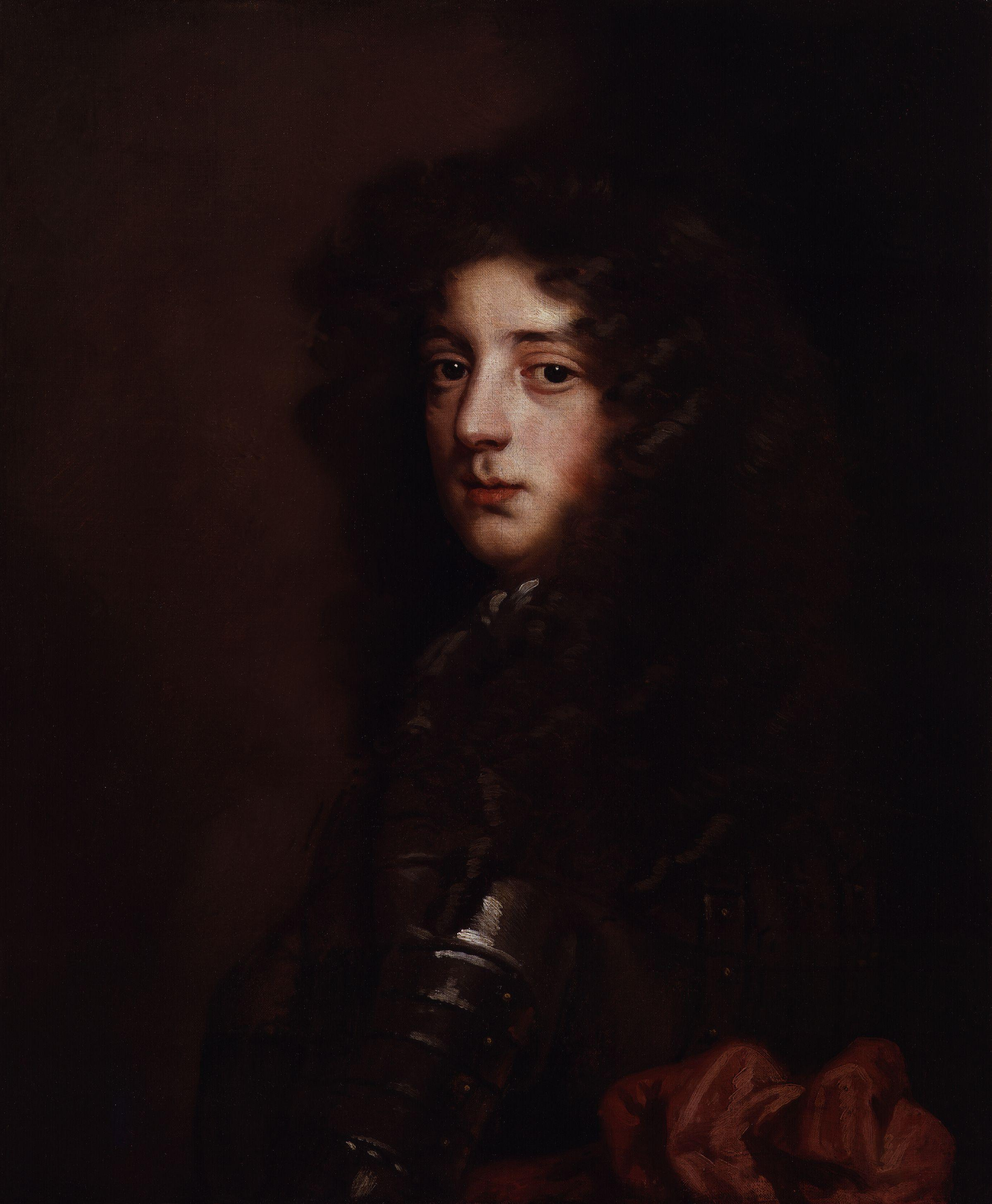
Portrét 8. hraběte z Pembroke v mladém věku ve sbírkách Národní portrétní galerie

Byl nejmladším synem 5. hraběte z Pembroke, studoval v Oxfordu a v letech 1676–1679 podnikl kavalírskou cestu (Francie, Itálie). Ve Francii se setkal s Johnem Lockem a později byl jeho mecenášem. V letech 1678–1681 byl poslancem Dolní sněmovny, mezitím začal zastávat funkce v hrabstvích Wiltshire a Glamorgan, kde měla rodina statky. Po smrti staršího bratra zdědil hraběcí titul a vstoupil do Sněmovny lordů (1683), stal se členem Královské společnosti (1685) a ve službách Jakuba II. se zúčastnil bojů v protikrálovských spiknutích.
V roce 1688 přešel na stranu Viléma Oranžského, stal se členem Tajné rady (1689) a v letech 1689–1690 byl prezidentem Královské společnosti. V roce 1689 byl též vyslancem v Holandsku, od roku 1689 až do smrti zastával funkci lorda–místodržitele v hrabství Wiltshire. Byl prvním lordem admirality (1690–1692) a lordem strážcem tajné pečeti (1692–1699), v roce 1697 zastupoval Anglii na kongresu v Rijswicku. S krátkou přestávkou v roce 1702 zastával post lorda prezidenta Tajné rady (1699–1708). V případě nepřítomnosti Viléma III. v Anglii byl několikrát členem sboru místodržících, v roce 1700 byl jmenován rytířem Podvazkového řádu a v letech 1701–1702 byl znovu zároveň prvním lordem admirality. V souvislosti se začátkem války o španělské dědictví byl v lednu 1702 změněn statut vrchního velitele námořnictva a hrabě z Pembroke byl namísto prvního lorda admirality jmenován lordem velkoadmirálem anglicko–irským. Mezitím na trůn nastoupila královna Anna, která do této funkce jmenovala svého manžela prince Jiřího Dánského a Pembroke se vrátil na pozici prezidenta Tajné rady, kterou zastával již předtím. V roce 1705 byl znovu vyslancem v Nizozemí, v letech 1706–1707 byl též členem komise pro sloučení Anglie a Skotska. V letech 1707–1709 byl místokrálem v Irsku a po smrti prince Jiřího Dánského znovu krátce vykonával funkci lorda velkoadmirála (1708–1709).

## Rodina

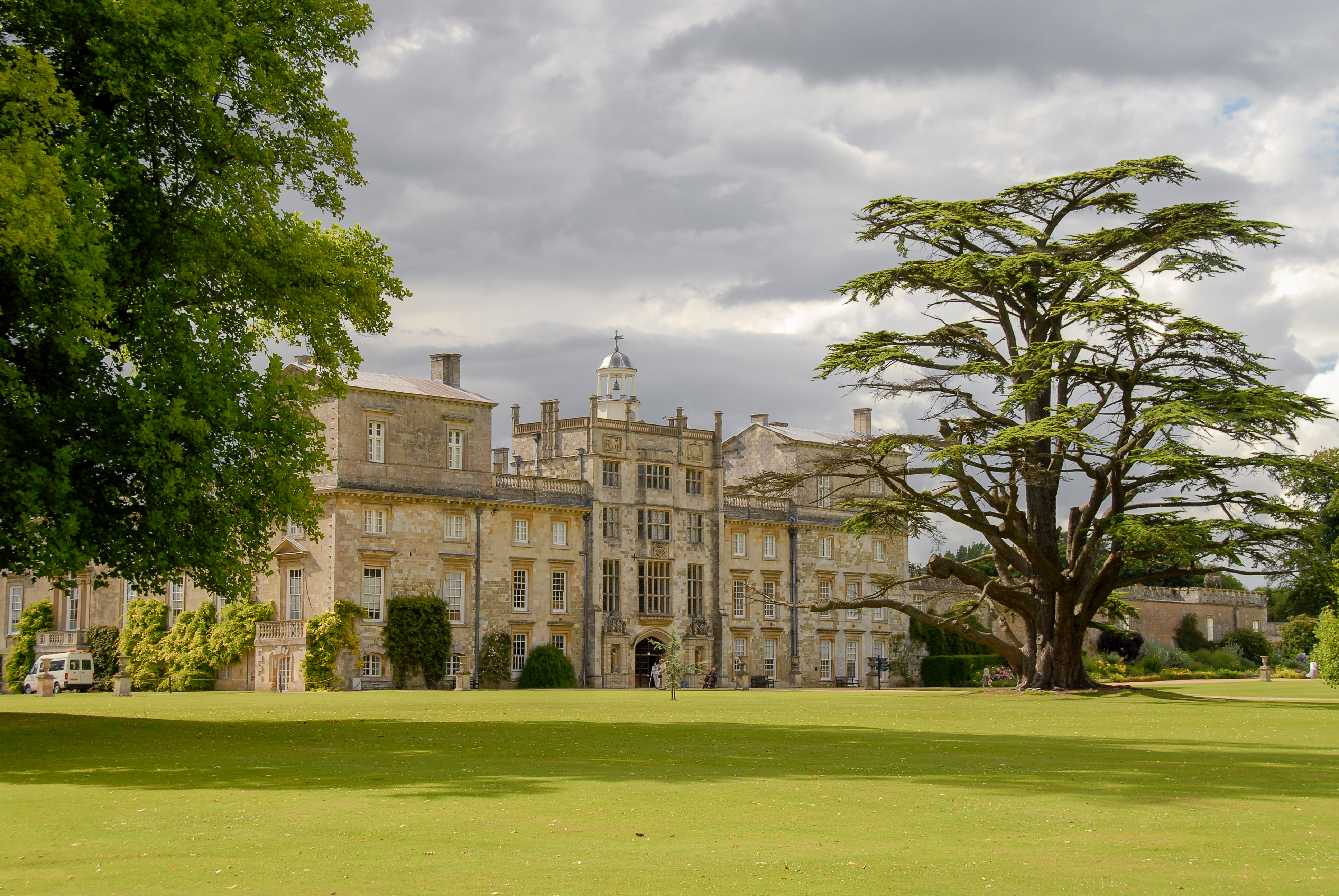
Zámek Wilton House (Wiltshire), hlavní sídlo rodu hrabat z Pembroke

V roce 1709 odešel z veřejného života a dožil v soukromí, na rodovém sídle Wilton House v hrabství Wiltshire soustředil bohaté umělecké sbírky. Poprvé se oženil v roce 1684 s Margaret Sawyer († 1706), jedinou dcerou a dědičkou vlivného právníka Sira Roberta Sawyera. Z jejich manželství se narodilo dvanáct dětí, dědicem titulů byl nejstarší syn Henry Herbert, 9. hrabě z Pembroke (1689–1750), který zastával hodnosti u dvora, další syn Robert Sawyer Herbert (1693–1769) byl dlouholetým poslancem a vládním úředníkem v úřadu pro obchod a kolonie, třetí syn William Herbert (1696–1757) sloužil v armádě a dosáhl hodnosti generála. William byl zakladatelem pozdější linie hrabat z Carnarvonu, která sídlila na zámku Highclere, což bylo věno jeho matky Margaret Sawyer. Další dvě manželství 8. hraběte z Pembroke s Barbarou Slingsby (1668–1721) a Mary Howe († 1749) zůstala bez potomstva.